# رزتا (آلبوم ونجلیس)
رزتا یک آلبوم استودیویی اثر نوازنده و آهنگساز یونانی ونجلیس است که در تاریخ ۲۳ سپتامبر ۲۰۱۶ توسط «دکا رکوردز» Decca Records منتشر شد. این آلبوم به مأموریت کاوشگر فضایی رزتا که در سال ۲۰۰۴ راه اندازی شد، اختصاص داده شده و یکی از آثار متعدد وی است که با الهام از سفر فضایی (Albedo 0.39) و یا با همکاری مأموریت‌های فضایی (Mythodea) ساخت. «رزتا» برای جایزه‌ی گرمی به‌عنوان بهترین آلبوم «عصر نو» در پنجاه و نهمین مراسم جایزه‌ی گرمی نامزد شد.

## بررسی اجمالی
این پروژه، نتیجه‌ی یک تماس ویدیویی در سال ۲۰۱۴ است که بین فضانورد «آندره کویپرس» و «ونجلیس» در طی مأموریت Kuipers در هیئت ایستگاه فضایی بین‌المللی برقرار شد. بعد از آن گفتگو، «ونجلیس» الهام گرفت که آلبوم اختصاص داده‌شده به اولین مأموریت را بنویسد. در نوامبر ۲۰۱۴، سه ویدئو با سه آهنگ در کانال رسمی یوتیوب «آژانس فضایی اروپا» به مناسبت نخستین تلاش برای فرود نرم بر روی ستاره‌ی دنباله‌دار منتشر شد: «ورود»، «سفر فیله» و «والس روزتا».
«ونجلیس» این آلبوم را به همه‌ی کسانی که مأموریت کاوشگر فضایی رزتا را انجام داده‌اند، تقدیم کرد و آهنگ «والس روزتا» قدردانی او را از تلاش تیم مأموریت نشان می‌دهد.
«کارل واکر» از «آژانس فضایی اروپا» اظهار داشت: "هنگامی که فیلم خام مأموریت را با آهنگ قرار دادیم، فکر کردیم که اگر مردم دنباله‌دار واقعی را از نزدیک ببینند، چه احساسی خواهند داشت. با موسیقی، می‌توانید احساسات را تقویت کنید و خاطره خلق کنید: من باور دارم آن‌چه ونجلیس می‌خواست انجام بدهد این بود که خاطره‌ای ماندگار از مأموریت روزتای ما را از طریق موسیقی خود به اشتراک گذارد".
موسیقی این آلبوم در پویانمایی دیجیتال «تعقیب ستاره‌ها»، اثر «راس اشتون» و «کارن مونید» از استودیوی «پروجکشن» استفاده شد که در سپتامبر ۲۰۱۶ بر روی «برج بلک‌پول» به عنوان بخشی از نمایش LightPool Illuminations در بلکپول پخش شد.

## انتشار
این آلبوم برای بارگزاری دیجیتال، استریم، CD و فرمت وینیل LP در دسترس است.

## لیست آهنگ
| شماره | نام                                   | مدت  |
| ----- | ------------------------------------- | ---- |
| ۱.    | «Origins (Arrival)»                   | ۴:۲۲ |
| ۲.    | «Starstuff»                           | ۵:۱۴ |
| ۳.    | «Infinitude»                          | ۴:۳۰ |
| ۴.    | «Exo Genesis»                         | ۳:۳۳ |
| ۵.    | «Celestial Whispers»                  | ۲:۳۱ |
| ۶.    | «Albedo 0.06»                         | ۴:۴۵ |
| ۷.    | «Sunlight»                            | ۴:۲۲ |
| ۸.    | «Rosetta»                             | ۵:۰۲ |
| ۹.    | «Philae's Descent»                    | ۳:۰۴ |
| ۱۰.   | «Mission Accomplie (Rosetta's Waltz)» | ۲:۱۲ |
| ۱۱.   | «Perihelion»                          | ۶:۳۵ |
| ۱۲.   | «Elegy»                               | ۳:۰۶ |
| ۱۳.   | «Return to the Void»                  | ۴:۱۹ |

- آهنگساز، ارگان، ساز و تهیه‌کننده - Vangelis[۱۱]
- مهندس - فیلیپ کلونیا
- یادداشت‌های خطی - تیم کوپر
- عکاسی - Stathis Zalidi
- جهت و طراحی هنری - طراحی سالوادور
- آثار هنری (عکس) - آژانس فضایی اروپا